# Confederate 200 1962
Confederate 200 1962 var ett stockcarlopp ingående i Nascar Grand National Series (nuvarande Nascar Cup Series) som kördes 3 augusti 1962 på den 0,333 mile (535,911 meter) långa ovalbanan Boyd's Speedway, i Ringgold i Georgia. Totalt avverkades 66,60 miles (107,182 km) fördelat på 200 varv. Banunderlaget var asfalt. Loppet vanns av Joe Weatherly i en Pontiac på tiden 0:56.10 körandes för Bud Moore Engineering. Weatherlys snitthastighet var 71,145 mph. Prispotten uppgick till 4 575 dollar, varav 1 000 dollar gick till segraren.

## Resultat
| Plc     | Nr  | Förare           | Team/ bilägare        | Konstruktör | Start | Varv | Ledda varv |
| ------- | --- | ---------------- | --------------------- | ----------- | ----- | ---- | ---------- |
| 1       | 8   | Joe Weatherly    | Bud Moore Engineering | Pontiac     | 5     | 200  | 0          |
| 2       | 22  | Fireball Roberts | Jim Stephens          | Pontiac     | 3     | 200  | 0          |
| 3       | 2   | Jim Paschal      | Cliff Stewart Racing  | Pontiac     | 9     | 197  | 0          |
| 4       | 42  | Richard Petty    | Petty Enterprises     | Plymouth    | 1     | 197  | 0          |
| 5       | 61  | Sherman Utsman   | Sherman Utsman        | Ford        | 10    | 196  | 0          |
| 6       | 48  | G.C. Spencer     | GC Spencer Racing     | Chevrolet   | 6     | 195  | 0          |
| 7       | 149 | Bob Welborn      | J.C. Parker           | Pontiac     | 21    | 192  | 0          |
| 8       | 11  | Ned Jarrett      | B.G. Holloway         | Chevrolet   | 2     | 192  | 0          |
| 9       | 87  | Buck Baker       | Buck Baker Racing     | Chrysler    | 13    | 192  | 0          |
| 10      | 47  | Jack Smith       | Jack Smith            | Pontiac     | 4     | 191  | 0          |
| 11      | 86  | Buddy Baker      | Buck Baker Racing     | Chrysler    | 17    | 189  | 0          |
| 12      | 34  | Wendell Scott    | Scott Racing          | Chevrolet   | 15    | 188  | 0          |
| 13      | 79  | Harold Fryar     | Ralph Smith           | Chevrolet   | 12    | 187  | 0          |
| 14      | 62  | Curtis Crider    | Curtis Crider         | Mercury     | 14    | 186  | 0          |
| 15      | 1   | George Green     | Jess Potter           | Chevrolet   | 16    | 184  | 0          |
| 16      | 19  | Herman Beam      | Herman Beam           | Ford        | 18    | 172  | 0          |
| 17      | 3   | Junior Johnson   | Fox Racing            | Pontiac     | 7     | 123  | 0          |
| 18      | 63  | Jerry Smith      | Curtis Crider         | Mercury     | 19    | 109  | 0          |
| 19      | 9   | T.C. Hunt        | Wildcat Williams      | Ford        | 11    | 94   | 0          |
| 20      | 49  | Friday Hassler   | J.C. Parker           | Pontiac     | 8     | 55   | 0          |
| 21      | 39  | Nero Steptoe     | i.u.                  | Chevrolet   | 20    | 36   | 0          |
| 22      | 54  | Jimmy Pardue     | i.u.                  | Pontiac     | 22    | 0    | 0          |
| Källor: |     |                  |                       |             |       |      |            |